# 天草二郎
天草 二郎（あまくさ じろう、本名は濱崎 龍司（はまさき りゅうじ）。1971年4月18日 - ）は熊本県天草市出身の演歌歌手である。血液型はB型。
高校卒業後、電気設計会社に入社。名古屋、大阪とサラリーマン生活を送るが、船村徹の歌の魅力に心をうたれ「俺は船村先生の弟子になる。」と断言して退社し上京するも、なかなか船村徹との接点が得られず、アルバイトをしながらチャンスを窺う。平成7年11月4日やっとの思いがかなって内弟子となる。船村徹の下で9年半の内弟子修行を行い2005年5月25日日本クラウンからデビュー。デビュー曲『天草かたぎ』は船村徹が作曲、作詞を水木れいじが担当することになり、彼の故郷天草をテーマ、舞台にするということで、曲を書くにあたり水木は、船村から「一度、彼の故郷、天草を見てきてくれないか」と頼まれ、実際に天草を訪れ詩を書いた。その後セカンドシングルも天草シリーズ、天草純情,さだめの椿でリリース。

## ディスコグラフィ

### シングル
1. 天草かたぎ（2005年5月25日）
  - カップリング：出世払い
2. 天草純情（2008年4月9日）
  - カップリング：さだめの椿
3. 酔いどれ数え唄（2011年11月2日）
  - カップリング：ふるさと自慢
4. 一徹（2014年6月4日）
  - カップリング：音頭 〜寿編〜
    - カップリングは船村一門である花吹雪祭り組（鳥羽一郎、静太郎、天草二郎）による作品。
5. 天草情歌（2018年4月4日）
  - カップリング：北愁歌

### 参加作品
- SUN・SUN・日光音頭（2011年）

### 出演・受賞
1. 日本クラウン 2005ヒット賞新人賞獲得 2006年2月14日
2. NHK総合 NHK歌謡コンサート 出演 2006年4月18日
3. NHK総合 金曜バラエティー 出演 2009年4月10日